# Kopparmora
Kopparmora is een plaats in de gemeente Värmdö in het landschap Uppland en de provincie Stockholms län in Zweden. De plaats heeft 665 inwoners (2005) en een oppervlakte van 83 hectare.